# Großes Sonnenstück
Das Große Sonnenstück ist ein 587,3 m ü. NHN  hoher Berg im Sauerland. Er zählt zum Lennegebirge und befindet sich im Naturpark Sauerland-Rothaargebirge südlich von Altenhellefeld, einem Ortsteil von Sundern und westlich von Grevenstein, einem Ortsteil von Meschede. Die häufig in Karten zu findende Höhenangabe von 575 m bezieht sich auf den Südostgipfel, welcher in der Gemarkung Grevensteins liegt. Der höhere Hauptgipfel ist 940 m nordwestlich davon auf dem Gebiet von Altenhellefeld. Zwischen beiden Gipfeln liegt ein 540,3 m ü. NN hoher Sattel mit einer unbewirtschafteten Schutzhütte. Das Große Sonnenstück wird von mehreren Rundwanderwegen touristisch erschlossen und bildet die Wasserscheide zwischen Linnepe und Arpe. Im Bereich des Großen Sonnenstücks zerstörte der Orkan Kyrill Teile des Waldbestandes, sodass größere Flächen heute kahl sind und Aussicht bieten.  